# Putuo
Putuo (en chino, 普陀; pinyin, Pǔtuó)
es un distrito de la ciudad de Shanghái, República Popular China. Su área es de 13 km² y su población total para 2010 superó los 1,28 millones de habitantes.El Río Wusong atraviesa este distrito.

## Administración
El distrito de Putuo se divide en 3 poblado y 6 subdistritos.
- Subdistrito Chángshòulù 长寿路街道
- Subdistrito cáoyángxīncūn 曹杨新村
- Subdistrito chángfēngxīncūn 长风新村
- Subdistrito yichuānlù 宜川路
- Subdistrito lùjiēdào 甘泉路街
- Subdistrito shíquánlù 石泉路
- Poblado Zhēnrú 真如
- Poblado chángzhēng 长征
- Poblado táopǔ 桃浦

## Clima
| Parámetros climáticos promedio de Putuo (1971-2000) | Parámetros climáticos promedio de Putuo (1971-2000) | Parámetros climáticos promedio de Putuo (1971-2000) | Parámetros climáticos promedio de Putuo (1971-2000) | Parámetros climáticos promedio de Putuo (1971-2000) | Parámetros climáticos promedio de Putuo (1971-2000) | Parámetros climáticos promedio de Putuo (1971-2000) | Parámetros climáticos promedio de Putuo (1971-2000) | Parámetros climáticos promedio de Putuo (1971-2000) | Parámetros climáticos promedio de Putuo (1971-2000) | Parámetros climáticos promedio de Putuo (1971-2000) | Parámetros climáticos promedio de Putuo (1971-2000) | Parámetros climáticos promedio de Putuo (1971-2000) | Parámetros climáticos promedio de Putuo (1971-2000) |
| Mes                                                 | Ene.                                                | Feb.                                                | Mar.                                                | Abr.                                                | May.                                                | Jun.                                                | Jul.                                                | Ago.                                                | Sep.                                                | Oct.                                                | Nov.                                                | Dic.                                                | Anual                                               |
| --------------------------------------------------- | --------------------------------------------------- | --------------------------------------------------- | --------------------------------------------------- | --------------------------------------------------- | --------------------------------------------------- | --------------------------------------------------- | --------------------------------------------------- | --------------------------------------------------- | --------------------------------------------------- | --------------------------------------------------- | --------------------------------------------------- | --------------------------------------------------- | --------------------------------------------------- |
| Temp. máx. media (°C)                               | 8.1                                                 | 9.2                                                 | 12.8                                                | 19.1                                                | 24.1                                                | 27.6                                                | 31.8                                                | 31.3                                                | 27.2                                                | 22.6                                                | 17.0                                                | 11.1                                                | 20.2                                                |
| Temp. mín. media (°C)                               | 1.1                                                 | 2.2                                                 | 5.6                                                 | 10.9                                                | 16.1                                                | 20.8                                                | 25.0                                                | 24.9                                                | 20.6                                                | 15.1                                                | 9.0                                                 | 3.0                                                 | 12.9                                                |
| Precipitación total (mm)                            | 50.6                                                | 56.8                                                | 98.8                                                | 89.3                                                | 102.3                                               | 169.6                                               | 156.3                                               | 157.9                                               | 137.3                                               | 62.5                                                | 46.2                                                | 37.1                                                | 1164.5                                              |
| Días de precipitaciones (≥ 1 mm)                    | 9.7                                                 | 10.3                                                | 13.9                                                | 12.7                                                | 12.1                                                | 14.4                                                | 12.0                                                | 11.3                                                | 11.0                                                | 8.1                                                 | 7.0                                                 | 6.5                                                 | 129                                                 |
| Horas de sol                                        | 123.0                                               | 115.7                                               | 126.0                                               | 156.1                                               | 173.5                                               | 147.6                                               | 217.8                                               | 220.8                                               | 158.9                                               | 160.8                                               | 146.6                                               | 147.7                                               | 1894.5                                              |
| Humedad relativa (%)                                | 75                                                  | 74                                                  | 76                                                  | 76                                                  | 76                                                  | 82                                                  | 82                                                  | 81                                                  | 78                                                  | 75                                                  | 74                                                  | 73                                                  | 76.8                                                |
| Fuente: 中国气象局 17 de marzo de 2009              |                                                     |                                                     |                                                     |                                                     |                                                     |                                                     |                                                     |                                                     |                                                     |                                                     |                                                     |                                                     |                                                     |